# 1679 en arts plastiques
| Années des arts plastiques : 1676 - 1677 - 1678 - 1679 - 1680 - 1681 - 1682    |
| Décennies des arts plastiques : 1640 - 1650 - 1660 - 1670 - 1680 - 1690 - 1700 |

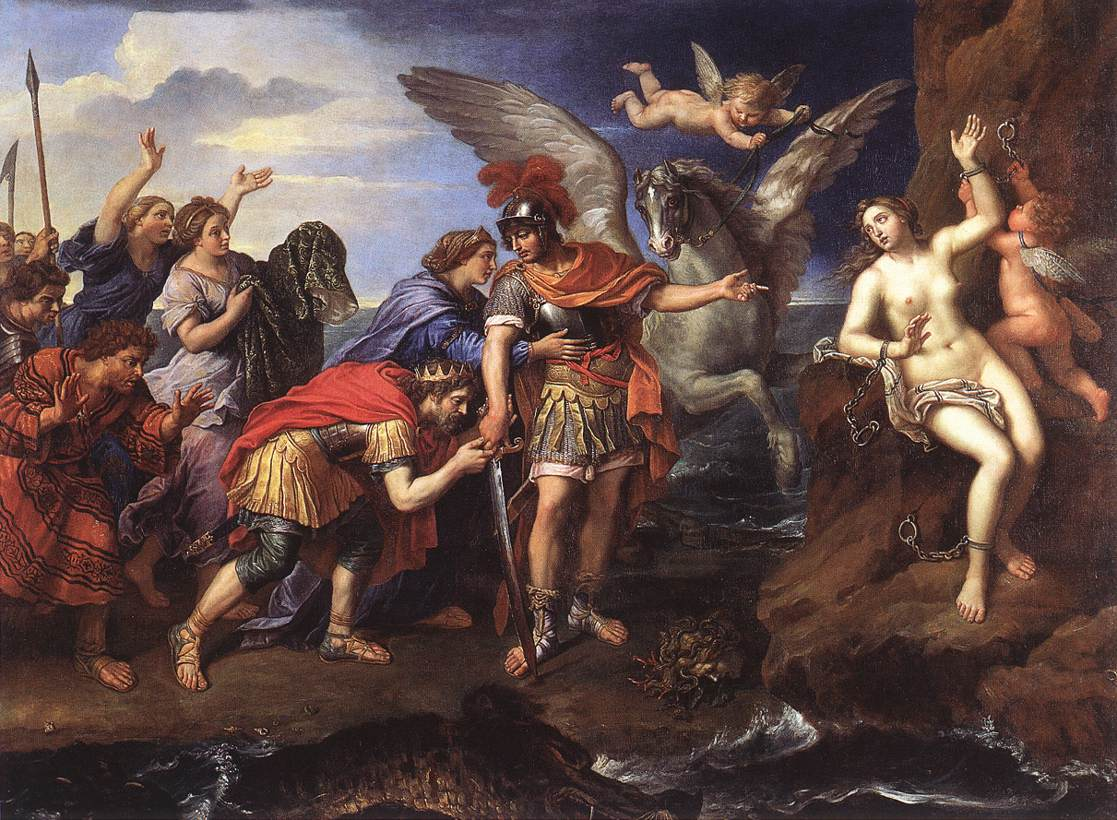
Persée et Andromède, de Pierre Mignard.

Cette page concerne l'année 1679 en arts plastiques.

## Œuvres
- Le Bernin, Buste Salvator Mundi (Buste du Sauveur), la dernière sculpture réalisée par l'artiste ;
- Antoine Coysevox présente son buste de Charles Le Brun (musée du Louvre) comme morceau de réception à l'Académie royale de peinture et de sculpture.

## Naissances
- 27 janvier : Jean-François de Troy, peintre français († 26 janvier 1752),
- 1er août : Pietro Domenico Olivero, peintre italien († 13 janvier 1755),
- Date précise inconnue :
  - Giuseppe Dallamano, peintre baroque italien († 1758),
  - Francesco Mancini, peintre baroque et rococo italien († 1758).
  - Frans Walschartz, peintre des Pays-Bas méridionaux (° 1598).

## Décès
- 3 février : Jan Steen, peintre néerlandais (° 1625 ou 1626),
- 23 février : Jan Steen, peintre néerlandais (° 1626),
- 27 mars : Abraham Mignon, peintre néerlandais (° 21 juin 1640),
- 15 avril : Pieter Crijnse Volmarijn, peintre néerlandais (° 1629),
- 6 mai : Nicolas Loir, peintre et graveur français (° 1624),
- 15 juin : Guillaume Courtois, peintre français (° 20 janvier 1626),
- 2 septembre : Jacques Bailly, peintre, miniaturiste et graveur français (° 1629),
- ? :
  - Baldassare Bianchi, peintre baroque italien (° 1612),
  - Francesco Maria Borzone, peintre baroque italien de l'école génoise (° 1625),
  - Ludolf de Jongh, peintre néerlandais (° 1616),
  - Felipe Gómez de Valencia, peintre baroque espagnol (° 1634),
  - John Hayls, peintre baroque anglais (° 1600).